# Banditi a Milano
Banditi a Milano è un film poliziottesco del 1968, diretto da Carlo Lizzani. Ispirato a fatti reali, tratta delle imprese criminali della banda Cavallero che insanguinò le vie di Milano ad inizio autunno 1967. In particolare, il film si concentra sulla rapina all'agenzia n.11 del Banco di Napoli in largo Zandonai.
Il pomeriggio del 25 settembre di quell'anno, subito dopo la rapina in banca, i rapinatori seminarono per trenta minuti il terrore e la morte, impegnandosi in scontri a fuoco con le pantere della polizia all'inseguimento attraverso le vie della città.
Il film è stato selezionato tra i 100 film italiani da salvare.
Assieme al film Svegliati e uccidi, diretto sempre da Carlo Lizzani e uscito due anni prima, è considerato il precursore del filone poliziottesco ed inoltre segnò il debutto cinematografico di Agostina Belli.

## Trama
Dopo un tentativo di linciaggio, viene girato un documentario per ricostruire gli eventi che portarono la cittadinanza di Milano a esplodere dinanzi all'estrema violenza seguita ad una rapina.
In un'intervista il commissario di polizia Basevi ripercorre i cambiamenti avvenuti nella malavita milanese dopo i mutamenti sociali conseguenti il boom economico: il taglieggiamento ai proprietari dei locali notturni e delle case da gioco clandestine, l'estorsione, il diverso e più violento comportamento dei criminali, la reticenza e l'omertà di chi subisce le prepotenze del racket, il nuovo reclutamento nella prostituzione e la spietatezza verso chi cerca di sfuggirne.
Un rapinatore ferito che cercava di scappare a piedi viene sottratto dalla polizia alla folla, inferocita a causa della furia sanguinaria dei banditi che hanno percorso la città sparando all'impazzata. Con grande concitazione inizia la caccia agli altri rapinatori in fuga, ma ancora tutto è nel vago e complicato da false segnalazioni e da invenzioni di mitomani.
Il commissario interroga poi il fermato, tale Bartolini, e riesce a farsi dire i nomi dei complici e a fargli raccontare le precedenti imprese della banda. In particolare si sofferma sulla “tripletta”: tre rapine commesse due anni prima a Milano nel giro di quaranta minuti che trovarono impreparate le forze di polizia. Racconta, poi, di come vivessero a Torino fingendosi uomini d'affari, in attesa di fare i colpi organizzati da Piero che, con mente fervida e personalità esaltata, dominava su tutti.
Il quarto, un ragazzo, si chiama Tuccio e, in precedenza, lavorava nella falegnameria del padre di Piero, dove quest'ultimo aveva nascosto le armi. Quando Piero capisce che il ragazzo ha scoperto il suo segreto, ma la sa lunga, lo addestra e lo coinvolge nell'ultima impresa criminale.
I quattro partono con un pullman, salendo a Torino da fermate diverse, e, giunti a Milano, dopo un sopralluogo alla banca presa di mira, rubano prima un'auto che lasciano in un parcheggio e poi un'altra con la quale vanno a fare il colpo. Dopo l'assalto, l'auto viene identificata ed inizia una manovra di accerchiamento da parte delle volanti della polizia che, questa volta, segue piani preordinati.
Nell'inseguimento, dall'auto dei rapinatori partono i primi colpi di pistola, ma la polizia tenta di farli uscire dalla città prima di rispondere al fuoco. Rendendosi conto di ciò, i banditi ritornano verso il centro sparando nel traffico cittadino e provocando morti, ferimenti e un incidente dopo l'altro.
Quando un'auto civetta riesce finalmente ad affiancarli, i banditi riescono a speronarla, ma dopo lo scontro devono abbandonare l'auto ormai inservibile. I quattro si separano e continuano a piedi la loro fuga.  Piero e Sandro corrono insieme, con le pistole in pugno, dicendo ai passanti che sono della polizia e si dileguano. L'autista, ferito al braccio, ha con sé la borsa con i soldi e un mitra e, benché presto se ne disfaccia, viene visto e inseguito da un passante: la folla, prima ancora della polizia, gli è subito addosso. Mentre viene portato in questura, il coraggioso passante ha un attacco di cuore. Il ragazzo, pur leggermente ferito, riesce a prendere un pullman e a rientrare a casa, a Torino. Il giorno dopo, però, viene arrestato.
Piero e Sandro, intanto, prendono la via dei campi, ma vengono braccati da polizia e carabinieri. Dopo diversi giorni di latitanza e di notti passate all'addiaccio, spinti dal bisogno entrano in un paese per comprare viveri, ma vengono riconosciuti e segnalati ai carabinieri. Questi li scovano in un casello ferroviario abbandonato e, colti nell'inedia, si lasciano arrestare senza reagire.
Portati in questura, attorniati da carabinieri e giornalisti, Piero non rinuncia a fare lo sbruffone atteggiandosi da grande criminale, vantandosi di aver compiuto ben diciassette rapine.

## Produzione
Il film è stato realizzato durante i sette mesi seguenti l’arresto della banda e, dunque, prima dell'inizio del processo. Ci fu anche un ricorso legale nel tentativo di bloccarne l'uscita nelle sale. Nel film, benché siano palesi i riferimenti ai personaggi reali, i nomi furono modificati o sottaciuti.

## Distribuzione
Il film fu proiettato in anteprima mondiale il 30 marzo 1968 al Teatro Carignano di Torino.

## Incassi
L'incasso totale del film è stato di 1.768.000.000 di lire dell'epoca, risultando l'ottavo incasso al botteghino italiano della stagione 1967-1968.

## Riconoscimenti
- 1968 – David di Donatello
  - Miglior regista a Carlo Lizzani
  - Miglior produttore a Dino De Laurentiis
- 1969 – Nastro d'argento
  - Migliore sceneggiatura ad Arduino Maiuri, Massimo De Rita e Carlo Lizzani
  - Candidatura a regista del miglior film a Carlo Lizzani
  - Candidatura al migliore attore protagonista a Gian Maria Volonté